# Žarko Petrović
Žarko Petrović (serb. Жарко Петровић, ur. 27 października 1964 w Nowym Sadzie, zm. 2 kwietnia 2007 tamże) – serbski siatkarz, reprezentant Jugosławii, medalista letnich igrzysk olimpijskich, mistrzostw Europy, uniwersjady i igrzysk śródziemnomorskich.

## Życiorys
Petrović zdobył złoty medal podczas letniej uniwersjady 1987 odbywającej się w Zagrzebiu. Na igrzyskach śródziemnomorskich 1991 w Atenach wywalczył srebro. Był w kadrze reprezentacji Jugosławii, która zajęła 3. miejsce podczas mistrzostw Europy 1995 rozgrywanych w Grecji. Wystąpił na igrzyskach olimpijskich 1996 w Atlancie. Zagrał wówczas we wszystkich meczach turnieju, w tym w wygranym pojedynku o brązowy medal z reprezentacją Rosji. W reprezentacji rozegrał 253 meczów.
Karierę sportową zaczynał w zespole OK Maglić z Maglića koło Bačkiego Petrovaca. Następnie był zawodnikiem klubu OK Vojvodina Nowy Sad (1984–1989), z którym zdobył cztery tytuły mistrza Jugosławii i dwukrotnie tryumfował w krajowym pucharze. Grał także we włoskich Olio Venturi Spoleto (1989–1993), Lube Carima Macerata (1993–1994) i Volley Forlì (1995–1996). W sezonie 1998/1999 ponownie grał w drużynie z Nowego Sadu, a kolejny sezon w słoweńskim OK Maribor.
Jego imieniem nazwano jedną z ulic w Magliću, gdzie znajduje się także popiersie go upamiętniające.